# Карери
Карѐри (на италиански: Careri, на местен диалект Harèri, Харери) е село и община в Южна Италия, провинция Реджо Калабрия, регион Калабрия. Разположено е на 320 m надморска височина. Населението на общината е 2344 души (към 2012 г.).